# Shinya Yabusaki
Shinya Yabusaki (薮崎 真哉 Yabusaki Shinya?), född 1 juni 1978 i Chiba prefektur, är en japansk före detta fotbollsspelare.
Yabusaki började sin karriär 1997 i Kashiwa Reysol. Med Kashiwa Reysol vann han japanska ligacupen 1999. Han avslutade karriären 2002.